# 开阳增二
大熊座82，又名BD+53 1640，HD 119024、SAO 28832、HR 5142，是大熊座的一颗恒星，视星等为5.46，位于銀經107.04，銀緯62.7，其B1900.0坐标为赤經13h 35m 38.3s，赤緯+53° 62.7′ 36″。